# 卡萨罗马城堡
卡萨罗马城堡（英語：Casa Loma，來自於西班牙語，意為山丘房屋）是位于加拿大安大略省多伦多的一处名胜。它是一座仿中世纪的城堡，由加拿大富翁亨利·佩雷特爵士于20世纪初建造。

## 历史和简介
城堡于1914年建成，有98个房间，当时是加拿大最大的私人宅邸。它是由加拿大著名的建筑师爱德华·兰诺斯设计，佩雷特爵士出钱建造的。但是佩雷特爵士一家只在里面住了不足10年，由於其本身的財政問題，加上多倫多市政府對其增加的地稅大幅上漲，以及當時加拿大的經濟低迷，就被迫把它卖掉了。1937年，同濟會俱乐部把它租下并发展成为一个旅游胜地。

## 地点
卡萨罗马城堡的地址是柯士甸台1號（1 Austin Terrace），在德文璞道（Davonport Road）和士巴丹拿道（Spadina Road）的交叉口附近，离地铁杜邦站（Dupont）步行不过几分钟的路程。卡萨罗马城堡每天上午9時30分至下午5時对公众开放。而晚上常常租出去舉辦各種活動，包括婚禮等等。

## 逸事
很多电影都取景于该城堡，其中之一是《X-Men》。